# Prohypotyphla maculipennis
Prohypotyphla maculipennis är en tvåvingeart som beskrevs av Friedrich Georg Hendel 1934. Prohypotyphla maculipennis ingår i släktet Prohypotyphla och familjen Pyrgotidae. Inga underarter finns listade i Catalogue of Life.